# Armin Hauffe
Armin Rudolf Hauffe (* 20. Februar 1948 in Prien am Chiemsee; † 22. März 1997 in Gelsenkirchen) war ein deutscher Journalist, Rundfunkreporter und Sportchef des Landesfunkhauses in Schleswig-Holstein.

## Leben
Von 1954 bis 1958 besuchte Armin Hauffe die Comenius Volksschule in Gelsenkirchen. Anschließend wechselte er zunächst auf das Max-Planck Gymnasium in Gelsenkirchen und 1966 auf das Gymnasium Garenfeld in Garenfeld. Dort legte er 1968 die Reifeprüfung ab.
1968 bewarb sich Armin Hauffe beim Westdeutschen Rundfunk als Sportreporter. Von 1968 bis 1970 wurde er dort ausgebildet. Gleichzeitig hatte er sich 1968 an der Universität Köln für das Studium zum Lehramt eingeschrieben.
1970 zog er nach München um und begann im Oktober beim Bayerischen Rundfunk seine Tätigkeit als Rundfunksportreporter.
Im April 1971 wechselte er zum Westdeutschen Rundfunk nach Köln und war bis 31. Dezember 1977 als fester freier Mitarbeiter der WDR Sportredaktion in der Sportreportage der ARD-Sender tätig. Unvergessen bleibt seine Reportage über die Schmach von Córdoba 1978.
Am 1. Januar 1980 wechselte Armin Hauffe zum Norddeutschen Rundfunk nach Kiel. Dort war er als Sportchef des Landesfunkhauses für regionale und überregionale Berichterstattung in Hörfunk und Fernsehen tätig.
Armin Hauffe starb am 22. März 1997 nach langer Krankheit.

## Berufliche Höhepunkte
- 1978 Fußball-Weltmeisterschaft in Argentinien
- 1980 Wembley-Stadion, Cup-Finale
- 1981 2. Januar: Moderation der ersten Sendung Sport und Musik
- 1982 Wembley-Stadion, Cup-Finale Queens Park Rangers gegen Tottenham mit Gerhard Delling
- 1982 Fußball-Weltmeisterschaft in Spanien
- 1984 Olympische Spiele aus Los Angeles
- 1984–1988 32.–36. Sportpressefest
- 1985 2 × in Moskau, 2 × in London, Rom, Athen, Australien
- 1986 Fußball-Weltmeisterschaft in Mexiko
- 1987 Rom, Prag, Indianapolis/USA
- 1988 Olympische Winterspiele in Calgary, Kanada
- 1989 Wembley-Stadion, Cup-Finale
- 1990 Italien, Fußball-Weltmeisterschaft
- 1991 Leichtathletik-Weltmeisterschaften in Tokio, Japan
- 1992 Fußball-Europameisterschaft in Schweden, Olympische Spiele in Barcelona, 40. Sportpressefest

Außerdem viele Bundesliga- und regionale Fußballspiele, große Hallenhandballspiele, Leichtathletikwettkämpfe sowie anspruchsvolle Musiksendungen der Welle Nord.
| Personendaten    | Personendaten                                                                                   |
| ---------------- | ----------------------------------------------------------------------------------------------- |
| NAME             | Hauffe, Armin                                                                                   |
| ALTERNATIVNAMEN  | Hauffe, Armin Rudolf (vollständiger Name)                                                       |
| KURZBESCHREIBUNG | deutscher Journalist, Rundfunkreporter und Sportchef des Landesfunkhauses in Schleswig-Holstein |
| GEBURTSDATUM     | 20. Februar 1948                                                                                |
| GEBURTSORT       | Prien am Chiemsee                                                                               |
| STERBEDATUM      | 22. März 1997                                                                                   |
| STERBEORT        | Gelsenkirchen                                                                                   |